# Clare Raglan
Clare Eldon Raglan (né le 4 septembre 1927 à Pembroke, dans la province de l'Ontario au Canada - mort le 15 avril 2002) est un joueur professionnel canadien de hockey sur glace.

## Carrière de joueur
Il joua à Québec dans la Ligue de hockey senior du Québec de 1947 à 1949. Cette année-là, il signa un contrat avec les Red Wings de Détroit mais fut assigné à leur club-école, les Capitals d'Indianapolis de la Ligue américaine de hockey. Il y gagna la Coupe Calder à sa première saison avec l'équipe.
Lorsqu’un poste se libéra chez les Red Wings, qui avait envoyé Marcel Pronovost à Indianapolis, "Rags" hérita du poste. Il joua 33 parties avec les Wings avant que Pronovost reprenne sa place dans l'alignement. Durant l'été 1951, les Red Wings l'échangèrent aux Black Hawks de Chicago. Il y joua deux saisons entre-coupés de passage dans les ligues mineures. Il y passa le reste de sa carrière.

## Statistiques
| Saison     | Équipe                     | Ligue        |     | Saison régulière | Saison régulière | Saison régulière | Saison régulière | Saison régulière |   | Séries éliminatoires | Séries éliminatoires | Séries éliminatoires | Séries éliminatoires | Séries éliminatoires |
| Saison     | Équipe                     | Ligue        | PJ  | B                | A                | Pts              | Pun              | PJ               | B | A                    | Pts                  | Pun                  |                      |                      |
| 1944-1945  | Uptown Tires de Toronto    | TMHL[Quoi ?] | 5   | 0                | 0                | 0                | 4                | -                | - | -                    | -                    | -                    |                      |                      |
| 1944-1945  | Marlboros de Toronto       | AHO          | 6   | 0                | 1                | 1                | 16               | -                | - | -                    | -                    | -                    |                      |                      |
| 1945-1946  | People's Credit de Toronto | TMHL         | 3   | 0                | 1                | 1                | 0                | -                | - | -                    | -                    | -                    |                      |                      |
| 1945-1946  | Marlboros de Toronto       | AHO          | 25  | 2                | 10               | 12               | 41               | 4                | 0 | 2                    | 2                    | 6                    |                      |                      |
| 1946-1947  | Dorsts de Toronto          | TMHL         | 2   | 0                | 2                | 2                | 0                | 11               | 9 | 8                    | 17                   | 26                   |                      |                      |
| 1946-1947  | Marlboros de Toronto       | AHO          | 20  | 5                | 4                | 9                | 50               | 2                | 0 | 2                    | 2                    | 0                    |                      |                      |
| 1947-1948  | As de Québec               | LHSQ         | 45  | 9                | 11               | 20               | 106              | 10               | 0 | 1                    | 1                    | 16                   |                      |                      |
| 1948-1949  | As de Québec               | LHSQ         | 63  | 11               | 24               | 35               | 121              | 3                | 0 | 2                    | 2                    | 4                    |                      |                      |
| 1949-1950  | Capitals d'Indianapolis    | LAH          | 68  | 4                | 17               | 21               | 61               | 8                | 0 | 2                    | 2                    | 11                   |                      |                      |
| 1950-1951  | Capitals d'Indianapolis    | LAH          | 30  | 2                | 10               | 12               | 35               | 3                | 0 | 1                    | 1                    | 4                    |                      |                      |
| 1950-1951  | Red Wings de Détroit       | LNH          | 33  | 3                | 1                | 4                | 14               | -                | - | -                    | -                    | -                    |                      |                      |
| 1951-1952  | Flyers de Saint-Louis      | LAH          | 30  | 2                | 12               | 14               | 42               | -                | - | -                    | -                    | -                    |                      |                      |
| 1951-1952  | Black Hawks de Chicago     | LNH          | 35  | 0                | 5                | 5                | 28               | -                | - | -                    | -                    | -                    |                      |                      |
| 1952-1953  | Flyers d'Edmonton          | WHL          | 18  | 3                | 2                | 5                | 38               | -                | - | -                    | -                    | -                    |                      |                      |
| 1952-1953  | Black Hawks de Chicago     | LNH          | 31  | 1                | 3                | 4                | 10               | 3                | 0 | 0                    | 0                    | 0                    |                      |                      |
| 1953-1954  | As de Québec               | LHSQ         | 63  | 10               | 12               | 22               | 86               | 14               | 0 | 1                    | 1                    | 4                    |                      |                      |
| 1954-1955  | Bisons de Buffalo          | LAH          | 57  | 5                | 8                | 13               | 92               | 10               | 0 | 4                    | 4                    | 14                   |                      |                      |
| 1955-1956  | Bisons de Buffalo          | LAH          | 43  | 2                | 18               | 20               | 48               | 3                | 0 | 1                    | 1                    | 6                    |                      |                      |
| 1956-1957  | Canucks de Vancouver       | WHL          | 18  | 2                | 3                | 5                | 16               | -                | - | -                    | -                    | -                    |                      |                      |
| 1957-1958  | Saskatoon-Victoria         | WHL          | 50  | 4                | 13               | 17               | 50               | -                | - | -                    | -                    | -                    |                      |                      |
| 1958-1959  | McFarlands de Belleville   | EOHL[Quoi ?] | 22  | 0                | 9                | 9                | 26               | -                | - | -                    | -                    | -                    |                      |                      |
| 1958-1959  | CKLC's de Kingston         | EOHL         | 30  | 4                | 24               | 28               | 44               | 12               | 0 | 5                    | 5                    | 6                    |                      |                      |
| 1959-1960  | Présidents de Washington   | EHL          | 49  | 3                | 12               | 15               | 41               | -                | - | -                    | -                    | -                    |                      |                      |
| 1960-1961  | Bulldogs de Windsor        | AHO Sr.      | 8   | 1                | 4                | 5                | 20               | -                | - | -                    | -                    | -                    |                      |                      |
| Totaux LNH | Totaux LNH                 | Totaux LNH   | 100 | 4                | 9                | 13               | 52               | 3                | 0 | 0                    | 0                    | 0                    |                      |                      |

## Honneurs et trophées
- 1950 : remporta la Coupe Calder avec les Capitals d'Indianapolis.

## Transactions en carrière
- 1949 : signe un contrat comme agent-libre avec les Red Wings de Détroit.
- 20 août 1951 : échangé aux Black Hawks de Chicago par les Red Wings de Détroit avec George Gee, Clare Martin, Jim McFadden, Max McNab et Jimmy Peters Sr. en retour de Hugh Collin et de $75 000.

## Parenté dans le sport
- Père de l'ancien hockeyeur canadien, Herb Raglan.